# يوليوس وو
يوليوس وو (بالإنجليزية: Julius Wu)‏ هو مخرج أمريكي، ولد في القرن العشرين.

## وصلات خارجية
- يوليوس وو على موقع IMDb (الإنجليزية)
- يوليوس وو على موقع قاعدة بيانات الفيلم (الإنجليزية)